# Villegas (Burgos)
Villegas ist ein Ort und eine Gemeinde (municipio) mit 79 Einwohnern (Stand: 2024) in der Provinz Burgos in der nordspanischen Autonomen Region Kastilien-León. Zur Gemeinde gehört auch die kleine Ortschaft Villamorón.

## Lage
Villegas liegt am Río Brullés in der kastilischen Hochebene (meseta) in einer Höhe von etwa 827 Metern ü. d. M. und ist etwa 30 Kilometer (Luftlinie) in westnordwestlicher Richtung von der Stadt Burgos entfernt.

## Bevölkerungsentwicklung
| Jahr      | 1950 | 1970 | 1981 | 1991 | 2001 | 2011 | 2021 |
| Einwohner | 510  | 303  |      | 140  | 122  | 97   | 90   |

## Wirtschaft
Die Region ist seit Jahrhunderten wesentlich von der Landwirtschaft geprägt; die Bewohner früherer Zeiten lebten hauptsächlich als Selbstversorger, aber auch Handwerk und Kleinhandel spielte eine Rolle. Ein Schwerpunkt lag auf der Anzucht von Bäumen aller Art, die letztlich in ganz Zentralspanien angepflanzt wurden.

## Geschichte
Um 1066 wurde die Ortschaft erstmals in einer Urkunde erwähnt. 

## Sehenswürdigkeiten
- Eugenienkirche (Iglesia de Santa Eugenia)
- Jakobuskirche (Iglesia de Santiago Apostól) in Villamorón

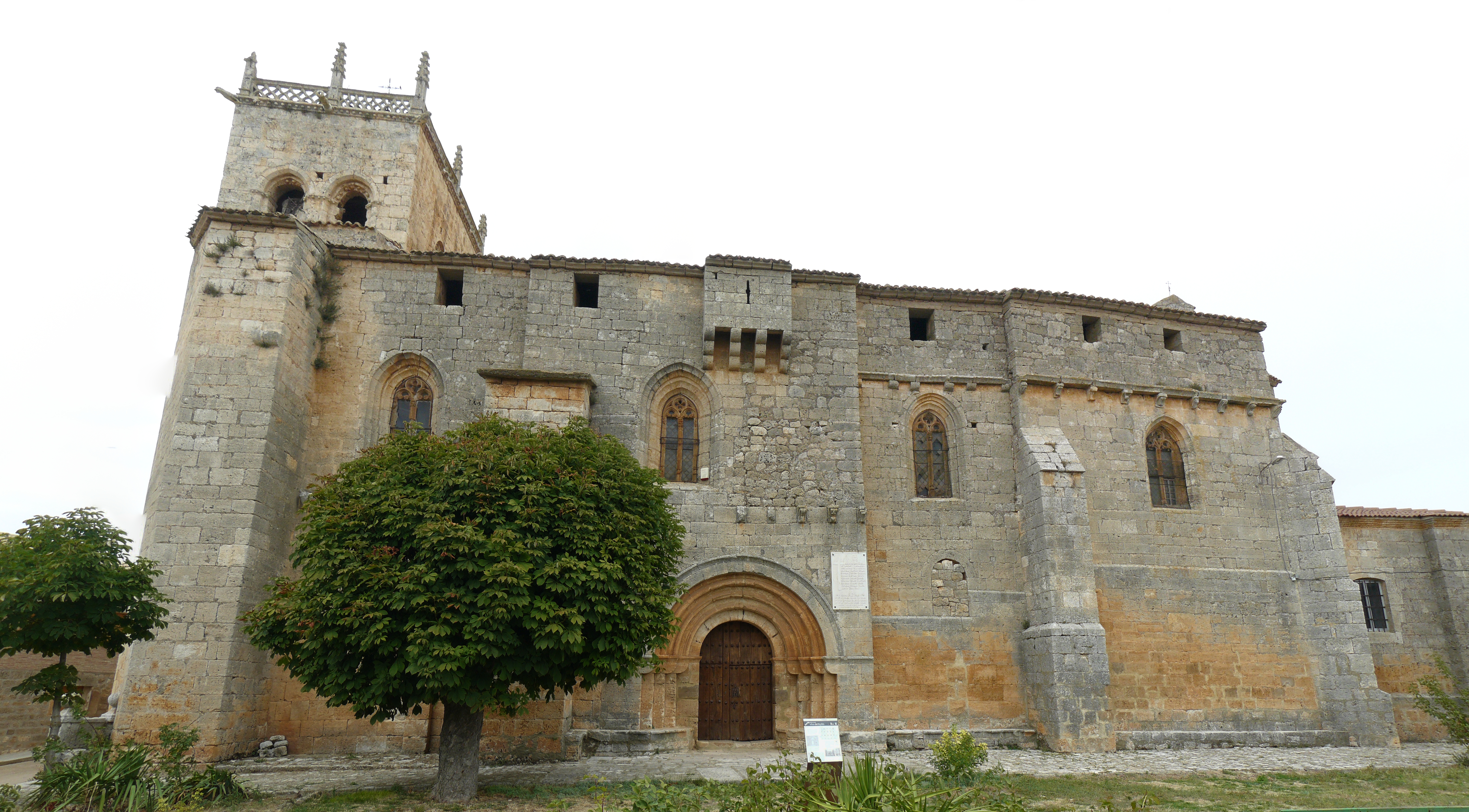
Eugenienkirche
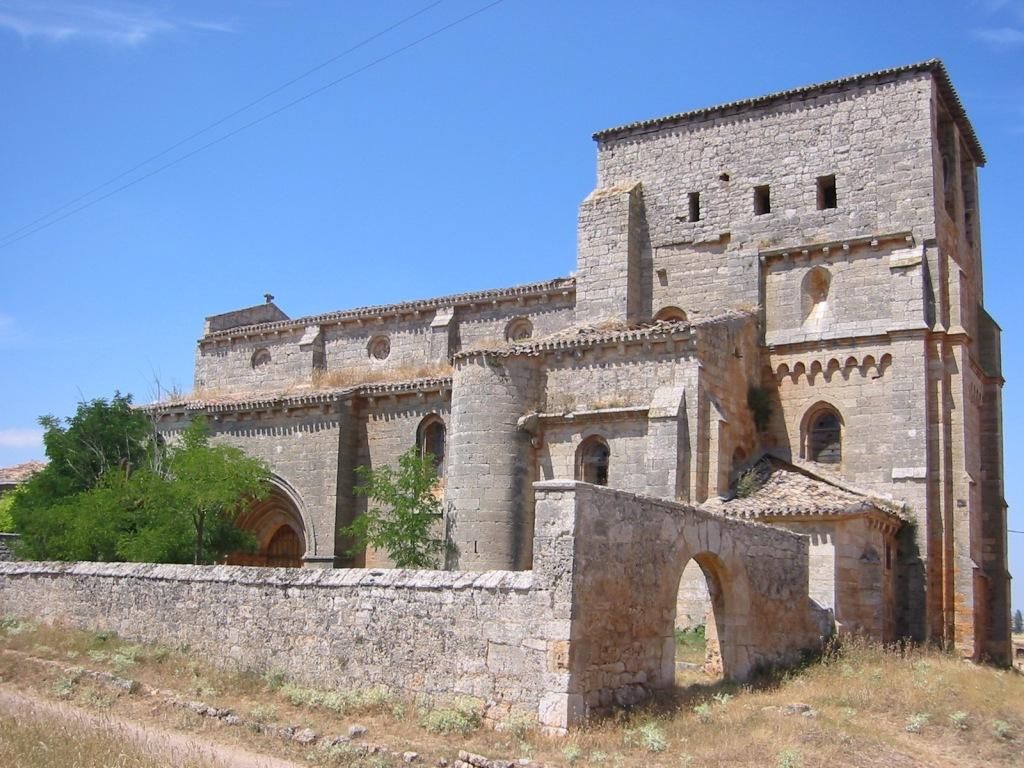
Jakobuskirche in Villamorón

## Persönlichkeiten
- Eustasio Villanueva (1875–1949), Uhrmacher und Fotograf
- Víctor Gutiérrez Gómez, Maristenpater und Märtyrer im spanischen Bürgerkrieg, 2007 selig gesprochen